# العلاقات الكونغوية الميانمارية
العلاقات الكونغولية الميانمارية هي العلاقات الثنائية التي تجمع بين جمهورية الكونغو وميانمار.

## مقارنة بين البلدين
هذه مقارنة عامة ومرجعية للدولتين:
| وجه المقارنة                                              | [[تصنيف:صفحات تستخدم رمز علم غير موجود\|]] جمهورية الكونغو | ميانمار          |
| --------------------------------------------------------- | ---------------------------------------------------------- | ---------------- |
| المساحة (كم2)                                             | 342.00 ألف                                                 | 676.58 ألف       |
| عدد السكان (نسمة)                                         | 5.26 مليون                                                 | 53.37 مليون      |
| الكثافة السكانية (ن./كم²)                                 | 15.38                                                      | 78.88            |
| العاصمة                                                   | برازافيل                                                   | نايبيداو، يانغون |
| اللغة الرسمية                                             | لغة فرنسية                                                 | اللغة البورمية   |
| العملة                                                    | فرنك وسط أفريقي                                            | كيات ميانماري    |
| الناتج المحلي الإجمالي (بليون دولار)                      | 8.72 مليار                                                 | 69.32 مليار      |
| الناتج المحلي الإجمالي (تعادل القوة الشرائية) بليون دولار | 29.48 مليار                                                | 282.95 مليار     |
| الناتج المحلي الإجمالي الاسمي للفرد دولار أمريكي          | 1.85 ألف                                                   | 1.16 ألف         |
| الناتج المحلي الإجمالي للفرد دولار أمريكي                 |                                                            |                  |
| مؤشر التنمية البشرية                                      | 0.591                                                      | 0.536            |
| رمز المكالمات الدولي                                      | +242                                                       | +95              |
| رمز الإنترنت                                              | .cg                                                        | .mm              |
| المنطقة الزمنية                                           | ت ع م+01:00                                                | ت ع م+06:30      |

## منظمات دولية مشتركة
يشترك البلدان في عضوية مجموعة من المنظمات الدولية، منها:
| علم المنظمة | اسم المنظمة                        | تاريخ انضمام جمهورية الكونغو | تاريخ انضمام ميانمار |
| ----------- | ---------------------------------- | ---------------------------- | -------------------- |
|             | مؤسسة التنمية الدولية              | 8 نوفمبر 1963                | 5 نوفمبر 1962        |
|             | يونسكو                             | 24 أكتوبر 1960               | 27 يونيو 1949        |
|             | مؤسسة التمويل الدولية              | 1 أكتوبر 1980                | 3 ديسمبر 1956        |
|             | منظمة حظر الأسلحة الكيميائية       | ?                            | ?                    |
|             | الأمم المتحدة                      | 20 سبتمبر 1960               | 19 أبريل 1948        |
|             | منظمة الشرطة الجنائية الدولية      | ?                            | ?                    |
|             | البنك الدولي للإنشاء والتعمير      | 10 يوليو 1963                | 3 يناير 1952         |
|             | وكالة ضمان الاستثمار متعدد الأطراف | 16 أكتوبر 1991               | 16 ديسمبر 2013       |
|             | منظمة التجارة العالمية             | ?                            | ?                    |

## وصلات خارجية
- موقع وزارة الخارجية الميانمارية